# Индоавстралийские кошачьи акулы
Индоавстралийские кошачьи акулы (лат. Hemiscyllium) — род акул семейства азиатских кошачьих акул отряда воббегонгообразных. Они встречаются в тропических широтах, на мелководье индо-тихоокеанского региона. К роду относятся 9 видов. Это небольшие акулы, длина которых не превышает 121 см. У них удлинённое цилиндрическое тело, короткие усики и крупные брызгальца. Эти медлительные хищники питаются донными беспозвоночными и небольшими костистыми рыбами. Несмотря на то, что их часто содержат в аквариумах, биология изучена плохо. По крайней мере некоторые виды размножаются, откладывая на дно яйца, заключённые в овальные капсулы. Представляют интерес для коммерческой аквариумистики. 
Название семейства и рода происходит от слов др.-греч. ἡμι- — «полу-» и др.-греч. Σκύλλα — «акула».

## Описание
У этих акул довольно короткое рыло, предротовое расстояние составляет менее 3 % длины тела. Глаза и окологлазничные гребни приподняты. Ноздри расположены на кончике рыла. Они обрамлены короткими усиками, длина которых менее 1,3 % длины тела. Рот слегка сдвинут к кончику рыла, а не к глазам. Нижние губные складки не соединяются на подбородке кожной складкой. Преджаберное расстояние составляет менее 13 % длины тела. Расстояние между анальным отверстием и началом основания анального плавника — свыше 38 % длины тела. Число позвонков обычно свыше 180 и достигает 195.
Грудные и брюшные плавники толстые и мускулистые. Представители всех видов используют их для ходьбы по дну в поисках пищи. Над грудными плавниками имеются крупные тёмные чётко очерченные отметины.
Все виды близки по морфологии и размеру, но отличаются окраской.

## Классификация
- Hemiscyllium freycineti (Quoy & Gaimard, 1824) — Индонезийская кошачья акула
- Hemiscyllium galei Allen & Erdmann, 2008
- Hemiscyllium hallstromi Whitley, 1967 — Эполетная кошачья акула
- Hemiscyllium halmahera Allen, Erdmann & Dudgeon, 2013
- Hemiscyllium henryi Allen & Erdmann, 2008
- Hemiscyllium michaeli G. R. Allen & Dudgeon, 2010
- Hemiscyllium ocellatum (Bonnaterre, 1788) — Глазчатая кошачья акула
- Hemiscyllium strahani Whitley, 1967 — Новогвинейская кошачья акула
- Hemiscyllium trispeculare Richardson, 1843 — Североавстралийская кошачья акула

## Эволюционная история
Зубы, отнесённые к этому роду, известны из верхнемеловых — эоценовых отложений Европы, Северной Америки, Африки и Индии. Между эоценом и плейстоценом находок не известно. Последний общий предок современных видов жил, судя по молекулярным данным, в миоцене, около 9 млн лет назад.